# Cedrela angustifolia
Cedrela angustifolia är en tvåhjärtbladig växtart som beskrevs av Moc. & Sesse och Dc.. Cedrela angustifolia ingår i släktet Cedrela och familjen Meliaceae. Inga underarter finns listade i Catalogue of Life.